# Famille Orlando
La famille Orlando est une très ancienne famille italienne originaire de la noblesse sicilienne. Parmi les protagonistes du Risorgimento italien, durant la seconde moitié du dix-neuvième siècle, une branche de la famille s'est installée en Ligurie et devient un entrepreneur de la fin du XIXe siècle et du début du XXe. La famille Orlando sera un des acteurs principaux de l'industrialisation de l'Italie.

## En Sicile
Les sources remontent au XVe siècle. On trouve des membres de la famille à Caltagirone, Trapani, Agrigente et Palerme. Giovanni fut juré au tribunal de Caltagirone durant les années 1460, 1462 et 1472, Alfonso était capitaine de justice de Salemi en 1525/26. Matteo était général de l'ordre des Carmélitains et évêque de Cefalù, Pietro (1651-1699) était sculpteur à Trapani, Vittorio était abbé de Santa Anastasia en 1745 et Desiderio juge prétorien de Palerme en 1754. Une autre branche de la famille s'installa à Alcamo. Vittorio Emanuele Orlando, citoyen de Palerme, homme politique, fut à plusieurs reprises Président du Conseil durant la première moitié du XXe siècle.

## La famille Orlando en Ligurie
Cette branche de la famille sicilienne arriva en Ligurie en 1849 et investit dans les chantiers navals de Gênes, La Spezia et Livourne. Les Orlando investissent également dans d'autres secteurs d'activité comme la sidérurgie et la métallurgie. Des membres de la famille Orlando figurent dans les conseils d'administration des principales industries italiennes. Après la Première Guerre mondiale, ils acquièrent d'importantes sociétés spécialisées dans l'énergie, les télécommunications et la téléphonie. Au lendemain de la Seconde Guerre mondiale, le nom Orlando est aussi connu et respecté que les Agnelli, Pirelli ou Falck. La famille Orlando fait partie du triumvirat avec les Agnelli et les Pirelli qui seront les acteurs fondamentaux du capitalisme italien, détermineront les orientations stratégiques de la Confindustria et organiseront le lobbying auprès du Gouvernement. De nos jours, les intérêts de la famille Orlando sont répartis dans les secteurs de l'industrie, du commerce et de la finance.

### Les origines de la famille Orlando
Giuseppe Orlando di Colosa est considéré le chef de famille originelle. Né à Syracuse, il s'installe à Palerme où il devient grand propriétaire terrien et achète une entreprise de mécanique qui fabrique, pour les paysans de l'île, tout le matériel nécessaire, les moulins et toutes les machines agricoles. À sa mort en 1825, il laisse une veuve et six enfants : le sénateur Luigi Orlando (1814-1896), Salvatore (1818 - 1881), Giuseppe (1820 - 1893), Paolo (1824 - 1891), Domenico (18. - 1837) et Lucia.
En 1834, Luigi Orlando, devenu ingénieur, adhère aux Giovine Italia. Ses autres frères le suivront dans cette démarche. Après une courte période où il se réfugie à Malte et à l'échec des premiers mouvements insurrectionnels siciliens, il revient en Sicile et prend la direction de l'entreprise familiale de mécanique où il invente de nouveaux modèles de moulins à grains tournant avec des machines à vapeur. Il fera fortune en fabriquant les premiers ressorts pour matelas. Son caractère inventif et très innovant n'est pas du goût des Bourbons, Rois de Sicile jusqu'en 1860, date de l'unité italienne. Les idées libérales de Luigi Orlando lui vaudront d'être obligé de quitter la Sicile. Il fut d'ailleurs le constructeur du premier navire italien à coque entièrement en acier, "La Sicilia", en  1845
En 1847, les frères Luigi et Giuseppe s'installent à Rome, participent activement aux mouvements révolutionnaires italiens en arborant en permanence le drapeau tricolore de la  République, un don des insurgés palermitains.
Après la défaite de la Révolution sicilienne et le retour des Bourbons au pouvoir, la famille Orlando, comme beaucoup d'autres patriotes sont obligés de fuir. Ils se réfugient à Gênes, où ils trouvent des conditions favorables pour débuter une florissante activité dans les chantiers navals, la sidérurgie et la mécanique. En 1854, Luigi Orlando crée la société de navigation qui assura la liaison "Gênes-Marseille".
Tous les frères Orlando continuent à soutenir la cause de l'unité italienne. Ils entretiennent d'excellents rapports avec Giuseppe Mazzini et Camillo Cavour. Grâce à leur amitié avec le financier Giuseppe Natoli, baron de Scaliti, Luigi Orlando deviendra plusieurs fois ministre des gouvernements Cavour et le chargera de la direction du grand groupe industriel italien Ansaldo en 1859.
Après le débarquement à Marsala en Sicile de l'expédition des Mille, en mai 1860 Garibaldi nomme Paolo Orlando (1824 - 1891) ministre des Travaux Publics dans son gouvernement.
Après l'avènement du royaume d'Italie, la construction navale italienne connait un énorme essor avec la création des chantiers navals de Livourne. En 1866, les chantiers navals "Fratelli Orlando" de Livourne sont officiellement créés et Luigi Orlando en prend la direction.
Durant les années à cheval entre le XIXe et le  XXe siècle, la famille Orlando, les fils de Luigi (1814 - 1896) prirent une part active dans la vie politique italienne. Rosolino Orlando (1860 - 1924) fut élu Maire de Livourne dès la fin de la Première Guerre mondiale et son frère Paolo (1858 - 1943) fut Sénateur et joua un rôle fondamental en faveur de la réalisation du port de Ostie. Dans les années 1930, le Chantier naval des frères Orlando a fusionné avec les Chantiers Navals Odero - Terni pour créer les Chantiers Navals Odero-Terni-Orlando qui donneront naissance, plus tard en 1953, à la société OTO Melara.

### Les chantiers navals et la sidérurgie

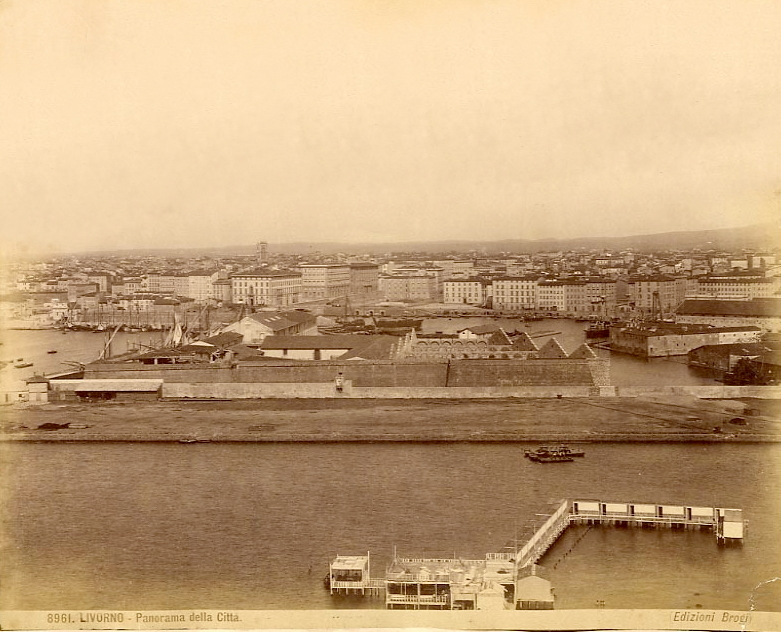
Image d'époque du Chantier naval Orlando au premier plan

À Gênes, en peu de temps, les frères Orlando réussissent à construire un empire regroupant plusieurs secteurs d'activité :
- une usine pour la production de cadres de lit en laiton et des fers à repasser,
- une scierie,
- une centrale hydroélectrique à San Pier d'Arena,
- une usine de production de tubes pour les aqueducs, pressoirs à huile, machines textiles, ponts et moteurs,
- Les Chantiers navals de la Pila où seront fabriqués les premiers cargos à moteur entièrement construits en Italie.

En 1856, ils construisent le navire “Sicilia”, le premier avec une coque entièrement en acier construit en Italie.
En 1865, les frères Orlando obtiennent la concession de l'arsenal naval de S. Rocco di Livorno. Après quelques années, le chantier connaîtra un essor foudroyant et se transformera pour devenir un des chantiers navals les plus modernes d'Europe spécialisé dans la construction de navires de croisière, cargos mais aussi des bâtiments cuirassiers militaires qui viendront sérieusement concurrencer les productions anglaises et allemandes. Le chantier naval S. Rocco de Livourne sera appelé Chantier naval des frères Orlando. C'est à partir de cette époque que la famille Orlando se développera notablement avec leur entrée dans plusieurs secteurs industriels : métallurgie, cimenterie, céramique, verre.
À la mort de Luigi Orlando, c'est son fils Giuseppe (1855 - 1926), ingénieur qui, seul, prendra la direction du chantier naval. Les autres membres de la famille seront exclus de la société.
Giuseppe Orlando poursuivra la politique de croissance engagée par son père et fera l'acquisition de plusieurs sociétés liées directement à l'activité de la construction navale comme par exemple en 1924, les Chantiers navals Ganz Danubius de Fiume et l'usine de torpilles Whitehead de Fiume.
À la mort de Giuseppe Orlando, en 1926, son fils Luigi (1886 - 1940), homme politique, prendra la direction du chantier naval. (NDR : A ne pas confondre avec Luigi Orlando de la SMI-Società Metallurgica Italiana). En 1945, ce sera Marcello Orlando (1898 - 1979), fils de Salvatore Orlando (1856 - 1926), qui prendra la direction du chantier naval qui a entre-temps, été racheté par le groupe OTO. Ce sera le dernier descendant de la famille Orlando à diriger le chantier naval.
L'histoire des Chantiers navals Orlando est caractéristique du problème de la « continuité » des commandes publiques, de la volatilité des coûts des matières premières et de la valeur des monnaies. Au cours de la construction du croiseur « Trento » (1927 - 1929), de 10 000 tonnes, une forte dévaluation de la lire italienne risqua de conduire les Chantiers Orlando à la faillite. C'est la compagnie industrielle « Odero Terni » qui injectera des capitaux et en deviendra l'actionnaire majoritaire. En 1929, après la fusion des trois sociétés, Chantiers navals Orlando, Chantiers Navals Odero et Odero-Terni, est née la Société de construction navale et sidérurgique Odero-Terni-Orlando, avec un siège social implanté à Gênes.
Avec la création de l'IRI en 1933, le chantier naval, comme la quasi-totalité des autres chantiers italiens, a été nationalisé pour devenir des filiales de Fincantieri, intégrées dans Italcantieri.
De nos jours (2018) les sociétés OTO Melara SpA et Whitehead Sistemi Subacquei (WSS) sont des filiales du groupe industriel italien Leonardo - Finmeccanica. Le Chantier Naval Fratelli Orlando a été privatisé et a été vendu en 2003 au Groupe Benetti-Azimut.

### Le secteur métallurgie - SMI
Luigi Orlando (1862-1933), fils de Luigi Orlando (1814-1896), a été nommé administrateur judiciaire de la SMI-Società Metallurgica Italiana, une société spécialisée dans le secteur des métaux non ferreux, fondée à Rome en 1886 et cotée à la Bourse de Milan depuis 1897. Considérant qu'il pourrait sortir cette entreprise de sa situation financière catastrophique, il en rachète la majorité du capital en 1902. La société avait trois usines situées à Livourne, Limestre et Mammiano, près de Pistoia.
En 1906, SMI avec Deutsch Vesterreichische Mannesman-Werke de Düsseldorf, fonde la société "Tubi Mannesmann" devenue Dalmine SpA, et construit une usine pour la fabrication de tubes en acier sans soudures en limite de la ville de Dalmine à l'est de Milan.
Au début du XXe siècle, la guerre de Libye puis la Première Guerre mondiale permettront à la société SMI de fournir au Regio Esercito, l'armée du Roi d'Italie, un nombre considérable de munitions pour pistolets, fusils et l'artillerie légère des armées de terre et la marine.
En 1915, SMI fait l'acquisition de l'usine de Pont-Saint-Martin pour augmenter sa production de matériel de guerre, lance la construction de l'usine de Fornaci di Barga pour la fabrication de cartouches de fusils et d'obus. Avec cette nouvelle usine, SMI passe de 6,000 tonnes en 1902 à plus de 36,000 tonnes produites en 1917. L'usine de Fornaci di Barga a été réalisée en à peine 12 mois et son effectif, la première année était de 7.000 salariés. En 1920, Luigi Orlando décide de concentrer toutes ses participations industrielles dans une seule et même structure, il crée la holding GIM - Generale Industria Metallurgica, qui sera cotée à la bourse de Milan en 1930.
Le 1er novembre 1933, Luigi Orlando (1862-1933) décède à l'âge de 77 ans. Son fils Salvatore lui succède et poursuit l'œuvre de son père en consolidant le groupe familial au niveau national, l'époque était peu favorable à une croissance à l'étranger. En 1935, il devient actionnaire majoritaire de la Società Metallurgica Bresciana. En 1954, il rachète la société Industrie Lamiere Speciali, cotée en bourse et la Società Azionaria Carlo Viola – ILSSA Viola SpA de Pont St. Martin, un des plus importants producteurs italien de tôles en acier inoxydable.
En 1965, avec l'ouverture des marchés de la CEE, pour renforcer les ventes des produits SMI sur les marchés étrangers, il crée le groupement CUPROMET avec son réseau de distributeurs des pays européens, une société commerciale mixte. En 1969, lors de la première opération de privatisation d'une ancienne entreprise, filiale d'un groupe public italien, il rachète 50 % de la « Società Metallurgica Ligure » et son usine de Serravalle Scrivia. Il en rachètera le solde en 1973.
Au milieu des années 1970, Salvatore Orlando cède la direction du groupe à son fils Luigi (1927-2005) qui fera passer le groupe familial d'une dimension nationale à internationale pour la production des produits semi-finis en cuivre et ses alliages. Au cours des années 1980, il se concentre sur le cuivre et revend les sociétés traitant les aciers inox (Ilssa Viola) et en argent (Broggi). À partir de 1996, il rachète tous ses plus importants concurrents européens. En 1987, il rachète au groupe Pechiney la société Tréfimétaux. La même année il rachète la société espagnole SIA – Sociedad Industrial Asturiana. Dans les années 1990, SMI rachète au groupe allemand MAN, sa filiale KME – KabelMetal, le plus important fabricant allemand de produits semi-finis en cuivre et alliages. SMI double ainsi son chiffre d'affaires et devient le premier producteur mondial avec 30 % de part de marché.

#### Les années 2000
En 2003, SMI rachète la société anglaise Yorkshire Copper Tube Ltd.. Luigi Orlando décède en 2005 après avoir cédé son poste à la tête du groupe à son fils Salvatore (1957-2012) dans une période délicate dans l'histoire du groupe familial. En effet, à la suite de la crise économique de ce début de XXIe siècle, s'est ajoutée une forte spéculation sur les matières premières et le groupe doit réaliser une profonde restructuration financière. Cette opération conduira à l'arrivée d'un nouvel actionnaire italien, Intek SpA, société de private equity cotée à la Bourse de Milan. En 2006, après sa fusion avec sa filiale allemande KM Europa Metal, SMI transforme sa raison sociale en KME Group SpA qui deviendra la marque internationale. En 2007, la holding GIM SpA fusionne avec Intek SpA qui devient Intek Group SpA. En 2010, après une opération complexe, KME Group SpA devient une filiale industrielle spécialisée dans le cuivre. Intek Group SpA devient la holding détenant les participations dans les trois secteurs principaux : le cuivre avec KME, les énergies renouvelables avec Ergycapital (groupe coté à la Bourse de Milan en 2007) et le secteur des services avec le groupe Drive Rent.
La famille Orlando est arrivée à la septième génération en maintenant fermement le contrôle du groupe SMI-Società Metallurgica Italiana. Salvatore Orlando, décédé prématurément en 2012, a été le dernier membre de la famille à diriger le Groupe. Actuellement, en 2018, des descendants de la famille occupent des postes élevés dans le groupe : Paolo Orlando (1969) est un des administrateurs et directeurs et Luigi Orlando (1965) est directeur commercial mais sont devenus des actionnaires minoritaires.

### Les services publics électriques et téléphoniques

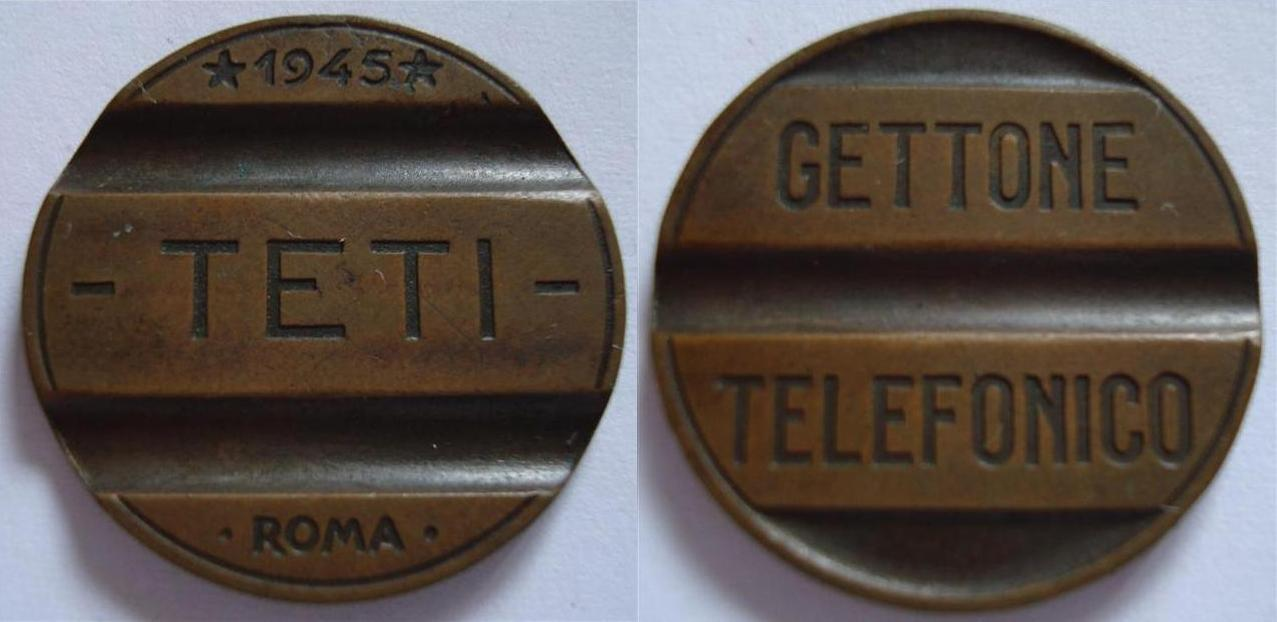
Jeton de téléphone TETI à trois cannelures de 1945

Luigi Orlando (1862-1933), fils de Luigi Orlando (1814-1896), fonde, en 1905, la société SELT - Società Ligure Toscana di Elettricità avec l'appui du groupe industriel de la famille Odero de Gênes et de la Banca Commerciale Italiana. SELT produit de l'électricité dans sa centrale hydroélectrique de Garfagnana, une des régions d'Italie la plus riche en eau et avec de fortes déclivités. En 1923, une opération financière permit de fusionner les sociétés SELT et Valdarno. La nouvelle entité prendra aussi le contrôle de la "Società Elettrica dell'Italia Centrale" qui détenait la gigantesque centrale de Nera Montoro, sur la commune de Narni en Ombrie. L'opération, menée par Alberto Lodolo avec l'appui d'importants groupes industriels et financiers : Società Italiana per le Strade Ferrate Meridionali (aujourd'hui Bastogi SpA), Orlando, Credito Italiano, Banco di Roma et Banca Commerciale Italiana, soutenus par Mediobanca, porta à la constitution de la société financière de participations La Centrale qui, en peu de temps prendra le contrôle des principales sociétés privées d'électricité de Toscane et du Latium dont la société « Romana di Elettricità » ainsi que la compagnie privée de téléphones TETI. Au lendemain de la Seconde Guerre mondiale, après la reconstruction et la remise en service des centrales détruites, comme la plupart des centrales italiennes, la société Selt-Valdarno conserve et développe la production hydroélectrique en Ombrie sur le fleuve Serchio et construira des centrales le long de l'Arno. La société électrique contribua grandement au bilan énergétique de la Région, surtout à partir des années 1950, avec les centrales thermiques de Livourne, Piombino, Portoferraio et S. Barbara.
En décembre 1955, la société SELNI est créée qui fera construire la Centrale nucléaire de Trino Vercellese Enrico Fermi, la première centrale nucléaire italienne. La société SELNI est détenue par les compagnies d'électricité privées Edison SpA, SADE, Romana, SELT-Valdarno et SGES et publics IRI-Finelettrica, SME, SIP - Società Italiana per l'Esercizio delle Telecomunicazioni, Terni et Trentina. La centrale fut construite sur la commune de Trino Vercellese, en bordure du Pô, entre 1961 et 1963. Elle fut mise en service le 21 juin 1964 et le réacteur nucléaire divergea le 22 octobre 1964 et débita sa puissance de 270 MW sur le réseau électrique italien. En 1966, après la divulgation de la loi sur la nationalisation des sociétés électriques privées italiennes, la centrale passa à la compagnie nationale ENEL.
La société TE.TI (Società Telefonica Tirrenica) a été fondée le 15 octobre 1924 par Luigi Orlando (1862-1933) et Alberto Pirelli à la suite d'un accord que l'on nommerait aujourd'hui une coentreprise entre les groupes Orlando et Pirelli.
Durant la première décennie, les abonnés progressèrent de 37.000 en 1925 à 108.464 en 1933 et, malgré la crise des années 1930 et la Seconde Guerre mondiale, l'expansion continua pour passer à 156.545 abonnés en 1939 et 668.337 en 1957.
Lorsque la société TETI passa dans l'orbite de la holding "La Centrale", TETI et la Centrale devinrent les deux principales entreprises de téléphone et d'électricité du Centre de l'Italie. Avec la fin des concessions accordées aux entreprises privées de téléphone en 1958, elles sont toutes reprises par la holding publique IRI-STET avant d'être fusionnées dans la SIP - Società Italiana per l'Esercizio delle Telecomunicazioni, en 1964.